# Dullijöh
Dullijöh war eine akustische Band aus München, die von 1978 bis 1983 ein Repertoire bairisch-anarchischer Lieder entwickelte, live auftrat und Studioaufnahmen veröffentlichte.

## Geschichte
Die akustische Band, Ende 1978 gegründet, trat ab 1979 als Trio Dullijöh auf. Das Trio mit Werner Eckl, Herbert Kapfer und Michaela Melián spielte eigene Stücke mit bairischen Texten von Eckl und Kapfer. 1980 stieg Bernhard Jugel ein, unter dem Namen Dullijöh veröffentlichte die Gruppe Studioaufnahmen auf MC. Melián verließ Dullijöh wenig später, nachdem sie die Band F. S. K. mitbegründet hatte. 1981 formierte sich Dullijöh neu. Die verbliebenen drei Dullijöh-Musiker taten sich mit drei Musikern der Band Sparifankal zusammen, mit Carl-Ludwig Reichert, Ulrich Bassenge und Stefan Liedtke. Die sechsköpfige Gruppe spielte akustisch. Aus den Liedern ihrer drei Texter Eckl, Kapfer und Reichert entwickelte sie ein umfangreiches, bairisch-anarchisches Repertoire, wobei Reichert zusätzlich seine bekannten Sparifankal-Stücke einbrachte. Nach Veröffentlichung einer Single und einer LP löste sich die Gruppe ein Jahr später, 1983, auf. Kapfer und Reichert traten bis 1988 zunächst noch mit ihren Liedern, dann mit literarischen Gemeinschaftsarbeiten auf.

## Stil und Wurzeln
Gstanzl, Zwiefacher, Landler, Folk, Bluegrass, Blues und Country-Rock schlugen sich als Mixtur musikalischer Formen, Anleihen und Zitate bei Dullijöh nieder. Zum Einsatz kam eine Ansammlung aus akustischen, teils selten zu hörenden, teils selbst gebauten Instrumenten wie Brummtopf, Raffele, chromatische Bassmundharmonika oder Kofferschlagzeug. Die freien Spielweisen der Band ließen Raum für Spontaneität, der Autor Herbert Achternbusch nutzte ihn bei einem Dullijöh-Auftritt für eine eigene improvisierte Gesangseinlage. Franz Dobler brachte die „kurzlebigen Dullijöh“ als „Bastard-Volksmusiker“ in eine Verbindung zu dem Zitherspieler und Volksmusiksänger Kraudn Sepp. „Ätzende Texte zu alten Klängen“ registrierte ein Kritiker, ein anderer Gitarrensoli im "amerikanischen Westcoast-Sound" und "G'stanzl in einer Schärfe", wie sie seit "dem legendären Roider Jackl nicht mehr gesungen wurden". Sound, Vortrag und Gestus zeigten Referenzen an die nordamerikanische Folk-Band The Holy Modal Rounders. Noch deutlicher zu hören waren Einfluss und originäre musikalische Anteilschaft der bairisch-avantgardistischen Band Sparifankal.

## Diskografie
- 1980: mit dir, du Land der Baiern untam Himme schwarz und grau (MC, Verlag Friedl Brehm)
- 1982: Haberfeid / Gstanzl (Single, sinUS-0094, Trikont)
- 1982: Dullijöh (LP, US 0101, Trikont)[10]